# The King, the Widow, and Rick
"The King, the Widow, and Rick" é o sexto episódio da oitava temporada da série de televisão de terror pós-apocalíptica The Walking Dead, que foi exibida originalmente na AMC em 26 de novembro de 2017. O episódio foi escrito por Angela Kang e Corey Reed, e dirigido por John Polson.

## Enredo
Nos dias que se passam após o início da guerra contra os Salvadores, Rick Grimes (Andrew Lincoln), Maggie (Lauren Cohan) e Carol (Melissa McBride) correspondem-se uns com os outros para relatar suas vitórias e perdas, e planejam lançar a próxima fase do plano contra os Salvadores em alguns dias. Rick viaja para a base dos Catadores para se encontrar com Jadis (Pollyanna McIntosh), mostrando-lhe as fotos de suas vitórias contra o grupo de Negan (Jeffrey Dean Morgan) e oferece outro acordo para que ela aceite lutar ao seu lado na guerra, apesar de suas ações anteriores. Jadis se recusa a aceitar a proposta de Rick e ele é levado e mantido prisioneiro dentro de um recipiente de transporte.
Em Hilltop, Jesus (Tom Payne) mantém o controle sobre os salvadores que eles capturaram, protegidos na cerca fora da comunidade. Maggie expressa desapontamento ao ver Jesus utilizar os suprimentos da comunidade para alimentar os Salvadores capturados, enquanto Gregory (Xander Berkeley) argumenta que eles devem construir uma forca para pendurá-los e que essa é a opinião da maioria dos residentes do lugar. Jesus lembra-lhes que ao matar seus prisioneiros, eles não serão melhores do que os Salvadores, e que eles devem viver em um mundo pacífico. Maggie decide, mais tarde, permitir que os Salvadores fiquem dentro das instalações de Hilltop, presos dentro de uma gaiola improvisada, desde que não causem problemas. Ela também ordena que Gregory seja preso na gaiola, pois também não pode confiar nele. Gregory, ao ser levado para a gaiola por Kal (James Chen) e Eduardo (Peter Luis Zimmerman), implora para que Maggie o deixe permanecer com os demais moradores, fazendo um escândalo. Em particular, Jesus agradece a Maggie por manter vivos os Salvadores, mas ela os vê como futuros chips de barganha. Levantando as palavras de Maggie, Aaron (Ross Marquand) decide seguir em uma missão pessoal e Enid (Katelyn Nacon) se oferece para se juntar a ele.
No Reino, Ezekiel (Khary Payton) se isolou em sua casa, recusando-se a permitir que outros o visitem. Carol insiste que ele deve preparar outros residentes capazes de ajudar no plano de Rick, e que eles devem se juntar aos seus aliados no lugar combinado. Henry (Macsen Lintz) deseja desesperadamente participar da guerra, apesar da hesitação, mas Carol afirma que ele é só uma criança e que não deve segui-la para a floresta. Mais tarde, Carol se aproxima de Ezekiel e tenta encorajá-lo a assumir a liderança novamente, mesmo que apenas mantenha seu ato, mas ele continua relutante em participar e a incentiva a liderar o Reino. Logo após, enquanto caminha de volta para o Reino, na floresta, Carol se depara com Henry lutando contra zumbis e o adverte de que isso poderá fazer com que ele se perca na floresta e desapareça para sempre, ou que seja morto pelos zumbis.
Em outro lugar, Carl (Chandler Riggs) está nos arredores de Alexandria e encontra Siddiq (Avi Nash). Ele se desculpa pela hostilidade anterior de Rick em direção a Siddiq e oferece-lhe comida e água. Ao ver que Siddiq estava preso a um zumbi, Carl faz a Siddiq as três perguntas que Rick usa para avaliar potenciais membros de seu grupo e está impressionado com suas respostas. Carl decide levar Siddiq para viver em Alexandria, prometendo atestar por ele assim que chegarem lá.
Daryl retorna a Alexandria e decide levar suas próprias ações fora do plano de Rick. Tara vê Daryl prestes a se afastar e pede para se juntar a ele. Em outro lugar, Michonne está ansiosa para saber o que está acontecendo, sentindo-se responsável pela guerra, como ela pediu a Rick para tomar uma posição em direção aos Savians. Rositaoferece para vir com ela para ver o que está acontecendo no Santuário. No caminho, eles ouvem música alta e encontram dois Savianos próximos tentando carregar um caminhão com falantes, que eles planejam usar para atrair os caminhantes que cercam o Santuário. Michonne e Rosita matam um deles, mas o outro escapa com o caminhão, até que seja empurrado por um caminhão de lixo conduzido por Daryl e Tara, matando o outro Salvador. Os quatro viajam juntos para o Santuário, vendo os caminhantes ainda o cercam. Daryl decide que eles precisam agir agora.

## Recepção crítica
The King, the Widow, and Rick recebeu críticas mistas de críticos especializados. No Rotten Tomatoes, obteve 33% de aprovação com uma classificação média de 5,82 pontos em 10, com base em 24 avaliações. Até agora, esta é a nota mais baixa na história da série de televisão. O consenso do site diz que o episódio "se espalha entre muitas histórias e, desse modo, não realiza muito no processo".